# Cleorodes virgini
Cleorodes virgini är en fjärilsart som beskrevs av Nordström. Cleorodes virgini ingår i släktet Cleorodes och familjen mätare. Inga underarter finns listade i Catalogue of Life.